# 李商在
李商在（韩语：이상재、1850年10月26日 - 1927年3月29日）。字季皓、雅号月南。本貫韓山李氏，大韓帝国政治家和开化派運動家、日本統治時代的朝鮮教育者・青年運動家、独立運動家和政治家、言論人。忠清南道舒川郡出身、高丽学者李穡之后。
李商在考试落第後任朴定阳的秘書，1881年赴日本視察，接受開化思想。归国後，作为開化派官僚因参预甲申政变而被辞退官職，在政治靠山朴定陽失势後他回到故乡隠遁。後被美国公使館聘为2等書記官，参加与清朝的外交事务。归国以後参加独立协会、万民共同会和民衆啓蒙運動。
1899年11月独立協会、万民共同会被強制解散，1902年李商在因改革党事件被逮捕入獄。日韓合併以後辞去官職。1905年以後他与尹致昊等人指導YMCA，参加1919年的三一運動。以後以教育青年啓蒙、覚醒实力説在1920年代中期的朝鮮日報社長和新幹会活動。后来的韩国总统李承晩受他影响很大。

## 脚注
1. ↑  .   [2014-02-24]. （原始内容存档于2016-03-04）.